# Julio Andrade (Carchi)
Julio Andrade ist eine Ortschaft und eine Parroquia rural („ländliches Kirchspiel“) im Kanton Tulcán der ecuadorianischen Provinz Carchi. Die Parroquia besitzt eine Fläche von 92,41 km². Die Einwohnerzahl lag im Jahr 2010 bei 9634. Für 2020 wurde eine Einwohnerzahl von 13.000 angenommen.

## Lage
Die Parroquia Julio Andrade liegt in den Anden im äußersten Norden von Ecuador an der kolumbianischen Grenze. Das Gebiet wird über den Río Apaqui nach Süden zum Río Chota entwässert. Der etwa 2960 m hoch gelegene Hauptort liegt 17 km südlich der Provinzhauptstadt Tulcán an der Fernstraße E35 (Ibarra–Tulcán). Bei Julio Andrade zweigt die E10 nach Nueva Loja nach Osten ab.
Die Parroquia Julio Andrade grenzt im Nordosten an Kolumbien, im Osten an die Parroquia El Carmelo, im Südosten an die Provinz Sucumbíos mit der Parroquia El Playón de San Francisco (Kanton Sucumbíos), im Süden an die Parroquia Huaca (Kanton San Pedro de Huaca), im Südwesten an die Parroquia Santa Martha de Cuba, im Nordwesten an das Municipio von Tulcán sowie im zentralen Norden an die Parroquia Urbina.

## Orte und Siedlungen
In der Parroquia gibt es 21 Comunidades und 10 Barrios, darunter Casa Grande, Casafría, Chauchín, Chunquer, El Moral, Gruta de Fátima, Guananguicho, Impuerán, La Aguada, La Cofradía, La Encañada, La Estrellita, Loma Chiquita, Michuquer Alto, Michuquer Bajo, Piedra Hoyada, San Francisco de Troje, San Joaquín, San José de Troje, San Pedro, San Vicente de Casa Fría, Yalquer und Yangorral.

## Geschichte
Anfangs gab es das Caserío "La Orejuela". Die Parroquia Julio Andrade wurde 1929 gegründet. Namensgeber war der General Julio Francisco Hilario Andrade Rodríguez (* 21. Oktober 1866 in Gualchán, Parroquia El Goaltal; † 5. März 2012 in Quito).